# Federfechter

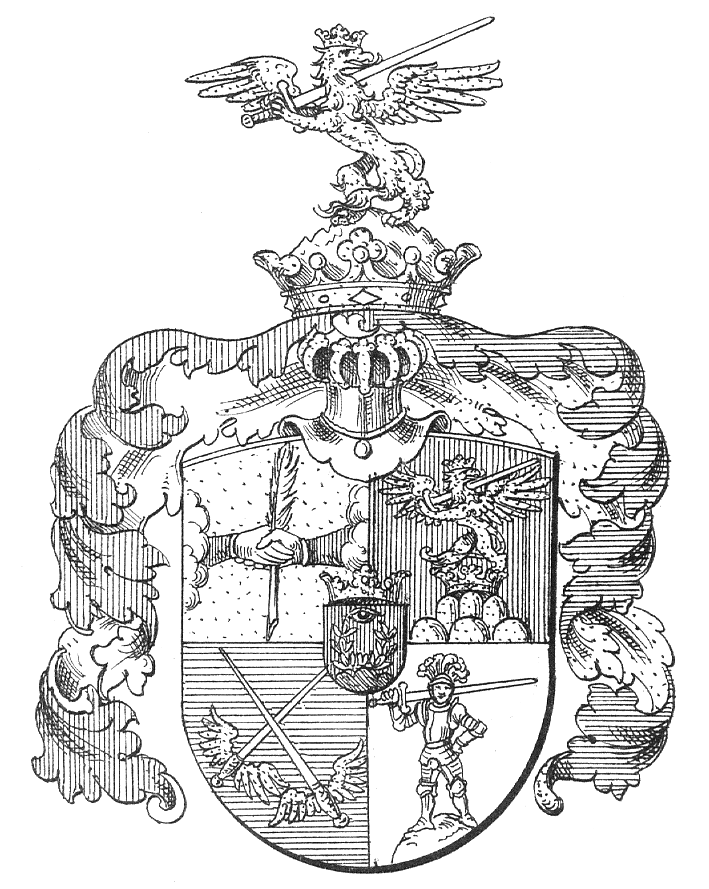
En el escudo de armas del Federfechter hay dos manos sosteniendo una pluma, un grifo blandiendo una espada (repetido en la cresta), dos espadas aladas cruzadas y un espadachín con una Zweihänder.

La Freifechter o Federfechter (Freifechter von der Feder zum Greifenfels) fue un gremio de espadachines fundado en Praga sobre el 1570. Son conocidos, desde su más temprana existencia, por su rivalidad con la Hermandad de San Marcos que había mantenido el monopolio sobre el esgrima sobre la mayor parte del siglo. En 1575 fueron reconocidos por el Concejo de Frankfurt, a pesar de las protestas de los Hermanos de Marx, y el 7 de marzo de 1607 fueron oficialmente reconocidos por Rodolfo II, aunque ya llevaban varios años ejerciendo como gremio.
El origen del nombre es incierto, aunque se cree que se deriva del nombre de San Vito, que es a menudo representado con una pluma. En el diccionario Deutsches Wörterbuch, los Hermanos Grimm sostienen que es posible que el nombre derive de la costumbre de colocar plumas a los sombreros o las lanzas, aunque debido a que en el escudo de armas que Rodolfo II concedió a la hermandad aparecen dos manos entrelazadas por una pluma (schreibfeder), los Grimm especularon con que la hermandad podría haberse limitado originalmente a ser un gremio de escribas profesionales.
Johann Fischart en Gargantúa (282a) tiene: darumb hat allein unter den göttern Mercurius ein hütlin auf und darzu als ein guter federfechter federn drauf, "entre todos los dioses, solo Mercurio lleva sombrero y, como un buen Federfechter, luce plumas sobre él". Pero también (188ab) "schreib mit dinten" so sicht wie blut, "die feder" must ihm oben schweben und solt es kosten sein junges leben, "escribe con tinta que parece sangre, la feder (Fechtfeder, pero también "pluma") le debe influir, incluso si es a costa de su joven vida".
Federfechterei normalmente hacia referencia a un espectacular combate simulado, por lo que en un trabajo anónimo de 1697 se lee des träumenden Pasquini kluge Staatsphantasien, we read ... damit der herzog von Savoien ein spiegelfechten mit dem marechal de Catinat in Piemont anstellen, selbigem aber nicht viel weher thun solte, als wenn die Lucas- und Marcusbrüder mit ihrer federfechterei sich die köpfe ein wenig blutig schlagen und darbei den zuschauern die beutel leeren, so gut sie können. "... así que el Duque de Saboya realizó un simulacro de combate con el Mariscal Catinat en Pioment, sin llegar a hacerle daño, como las sangrientas federfechterei de las Hermandades de Lucas y Marcos, que conseguían vaciar los bolsillos de los espectadores haciendo lo que mejor saben"(p. 323).
Esta original carta tiene por origen informar al Duque de Mecklenburg, y muestra la gran reputación de la que gozaba la hermandad (al igual que la Hermandad de San Marcos, pero con menos cache) ya que había mucha necesidad de buenos maestros de esgrima en Alemania. La incipiente necesidad de un maestro de esgrima, llevaba a los Concejos Municipales a crear escuelas con los maestros más aptos. Una vez anunciada la convocatoria por el Concejo de la Ciudad, los candidatos realizaban sus demostraciones intentando impresionar al Concejo, que al final concedía el uso de un espacio abierto a un maestro.
Durante la existencia de la Federfechter, el proceso de solicitud para poder abrir una escuela fue muy estricto, en parte a causa del resentimiento de la Hermandad de San Marcos, que sintió amenazados sus privilegios en un arte que legítimamente les había pertenecido hasta ahora. Irónicamente, las exigencias de la Hermandad de San Marcos, a largo plazo hizo que mejorara la reputación de la Federfechter, ya que solo los maestros excepcionales conseguían abrir escuelas.
A mediados de 1500, los líderes (Oberhauptmänner) de ambas hermandades eran llamados a la corte imperial para ser consultados en cuestiones de honor.